# Кортемилија
Кортемилија (итал. Cortemilia) је насеље у Италији у округу Кунео, региону Пијемонт.
Према процени из 2011. у насељу је живело 1845 становника. Насеље се налази на надморској висини од 249 м.

## Становништво
| 1936. | 1951. | 1961. | 1971. | 1981. | 1991. | 2001. | 2011. |
| ----- | ----- | ----- | ----- | ----- | ----- | ----- | ----- |
| 3.576 | 3.138 | 2.729 | 2.606 | 2.681 | 2.587 | 2.544 | 2.388 |